# Kees Verkerk
Kees Verkerk (n. 28 octombrie 1942, Binnenmaas, Olanda de Sud, Țările de Jos) este un patinator de viteză ce a reprezentat Regatul Țărilor de Jos, medaliat olimpic. A participat la 3 ediții ale Jocurilor Olimpice (1964, 1968, 1972) în care a câștigat o medalie de aur și 3 medalii de argint.